# Jelna (przystanek kolejowy)
Jelna – kolejowy przystanek osobowy we wsi Jelna, w gminie Nowa Sarzyna, w województwie podkarpackim, w Polsce.

## Ruch pasażerski
| Rok  | Wymiana pasażerska na dobę |
| ---- | -------------------------- |
| 2017 | 10-19                      |
| 2022 | 10-19                      |